# Sylfa vlajková
Sylfa vlajková (Ocreatus underwoodii) je drobný druh svišťouna z čeledi kolibříkovitých.	

## Stavba těla
Sylfy vlajkové nabývají maximální hmotnosti 3 g. Samečci dorůstají do velikosti 11–15 cm, samičky bývají drobnější a dorůstají do průměrně délky 7 cm. Sylfa má podsadité, osvalené tělo, velmi krátké nožky a černý úzký krátký rovný specializovaný zobák uzpůsobený k snazšímu získávání nektaru z květin jako zdroje potravy. Peří je zářivě leskle tmavě zelené, nad očima jsou malé bílé skvrny. Nožky jsou kryté bílými či světle hnědými chomáčky jemného prachového peří. U sylfy vlajkové je nápadný pohlavní dimorfismus. Samce lze odlišit pomocí jejich dlouhých ocasních per s holými ostny zakončenými černomodrými rozšířenými prapory. Samičky tato pera nemají, zato se od samců liší bíle zbarveným bříškem a hrudí s výraznými tmavě zelenými skvrnami a její tmavě modrý ocas je zakončen bílými špičkami.

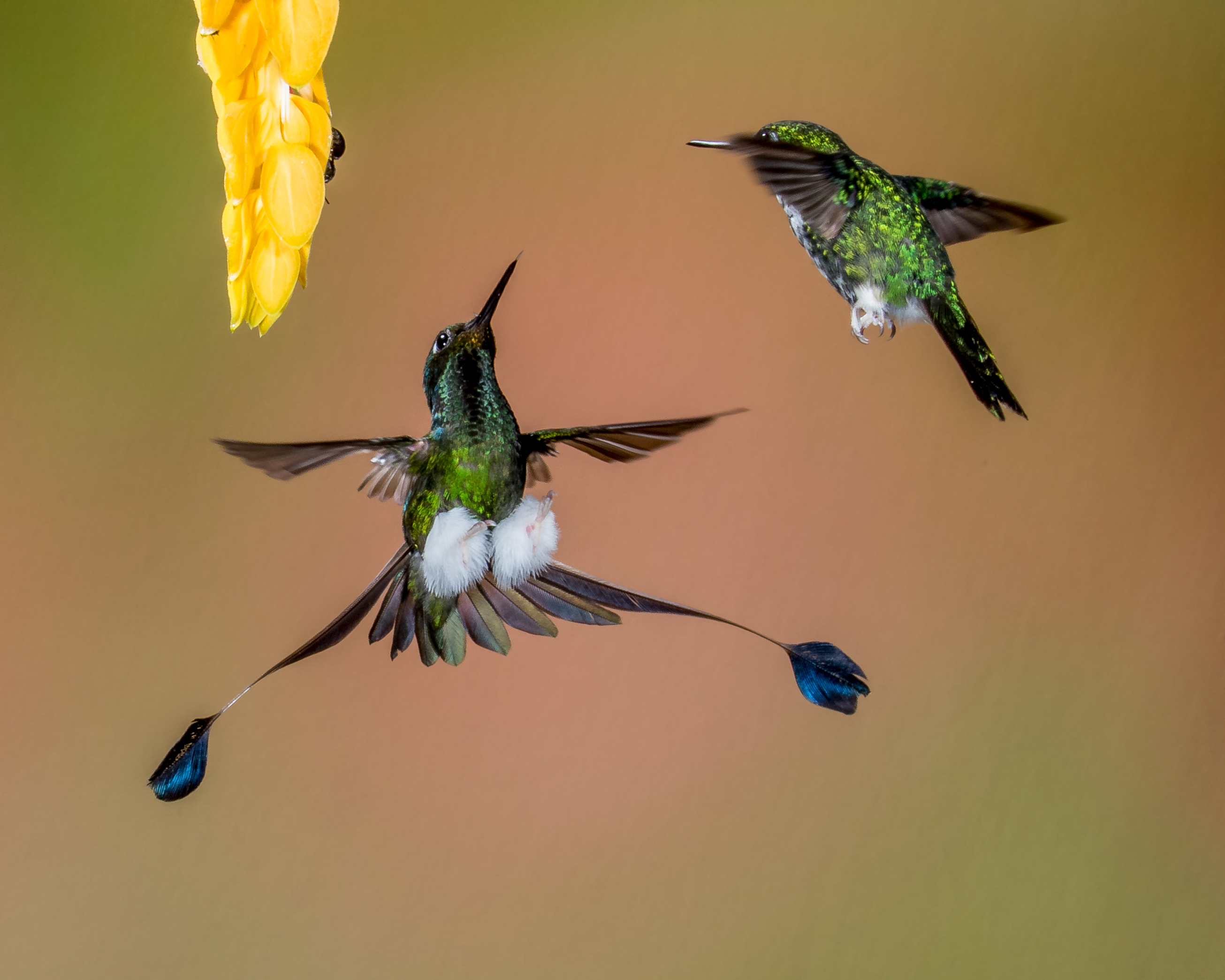
Samec (vlevo) a samice sylfy vlajkové
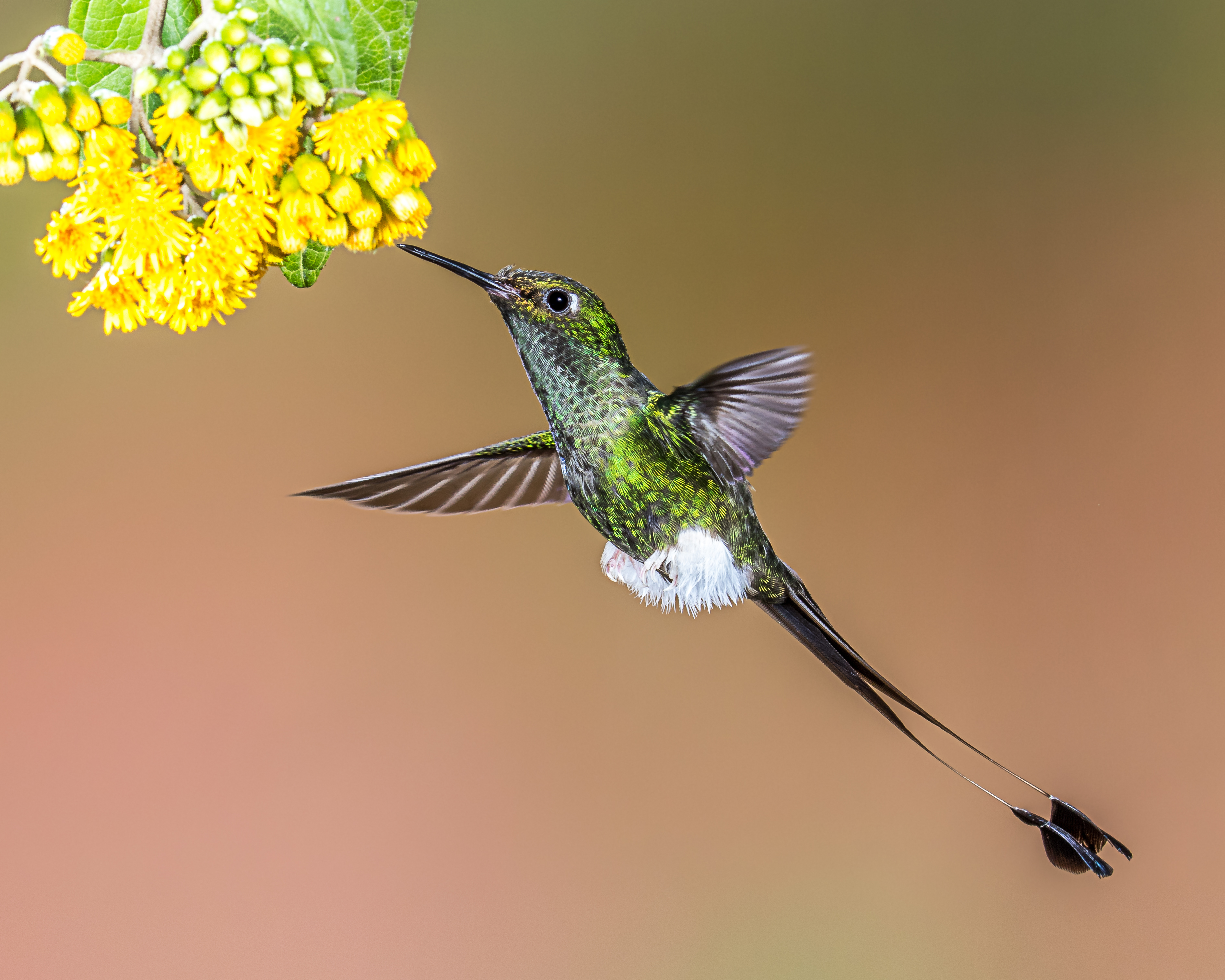
Sylfa vlajková

## Let
Sylfa umí za letu výborně manévrovat, a to díky stylu letu kdy křídla vibrují a špice křídel opisují malou osmičku. Společně s dalšími kolibříky je jediným ptákem, který dokáže létat pozpátku nebo vzhůru nohama a také se díky jedinečné stavbě křídel může vznášet u květů. Při tzv. zásnubních letech doprovází let zvuk připomínající práskání bičem. Zvuk vzniká, když samec švihá nahoru a dolů svými dlouhými ocasními pery a pýří své bílé nebo světle hnědé chomáčky na nožkách. Těmito prudkými pohyby ocasních per vzniká zmíněný zvuk.

## Rozšíření
Sylfa vlajková se vyskytuje pouze v Jižní Americe, přesněji v její severozápadní a západní části. Obývá oblasti pohoří And, severní Venezuely, západní Kolumbie a západního svahu And v Ekvádoru. Obývá tropické a deštné lesy, hory v nadmořské výšce 900–2200 m n. m. a patří mezi nemigrující druhy ptáků.